# UCI-Straßenradsport-Kalender der Frauen
Der UCI-Straßenradsport-Kalender der Frauen beinhaltet die vom Weltradsportverband Union Cycliste Internationale anerkannten internationalen Wettbewerbe.
Neben den in Nationalteams ausgetragenen olympischen Radsportwettbewerben, UCI-Straßen-Weltmeisterschaften und kontinentalen Meisterschaften gehören hierzu die Rennen der UCI Women’s WorldTour, der UCI ProSeries und die Rennen der ersten und zweiten UCI-Kategorie. In diesen Rennen erhalten die bestplatzierten Radrennfahrerinnen Punkte für die UCI-Weltrangliste, zu denen die in den nationalen Meisterschaften erzielten Punkte hinzukommen.

## UCI Women’s WorldTour
Die in der Saison 2016 erstmals ausgetragene UCI Women’s WorldTour stellt die neben den Meisterschaften die erste Reihe des internationalen Kalenders dar. Zur Teilnahme berechtigt sind die verpflichtend einzuladenden UCI Women’s WorldTeams, die UCI Women’s Continental Teams auf Einladung und bei bestehendem Einverständnis der UCI ein Nationalteam des Gastgeberlands. Die Wettbewerbe müssen mindestens 45 Minuten live übertragen werden.

## UCI ProSeries
Die in der Saison 2020 erstmals ausgetragene UCI ProSeries stellt die zweite Reihe des internationalen Kalenders dar. Eingeladen können maximal 10 UCI Women’s WorldTeams und ohne zahlenmäßige Begrenzung UCI Women’s Continental Teams und Nationalteams sowie maximal zwei Regional- und Vereinsteams. Die Wettbewerbe müssen mindestens 45 Minuten live übertragen werden.

## 1. UCI-Kategorie
Dahinter folgen die Rennen der 1. Kategorie. Eingeladen werden können maximal fünf UCI Women’s WorldTeams und ohne zahlenmäßige Begrenzung UCI Women’s Continental Teams, Nationalteams sowie Regional- und Vereinsteams. Von den Wettbewerben müssen mindestens zwei Minuten Highlights gezeigt werden.

## 2. UCI-Kategorie
Schließlich folgt die 2. Kategorie, zu der UCI Women’s Continental Teams, Nationalteams, Regional- und Vereinsteams sowie gemischte Teams eingeladen werden können.